# آگاستا اسپرینگز (ویرجینیا)
آگاستا اسپرینگز (به انگلیسی: Augusta Springs) یک منطقهٔ مسکونی در ایالات متحده آمریکا است که در شهرستان آگاستا، ویرجینیا واقع شده‌است.